# Münchsteinach
Münchsteinach est une commune de Bavière (Allemagne), située dans l'arrondissement de Neustadt an der Aisch-Bad Windsheim, dans le district de Moyenne-Franconie.